# Brycon coxeyi
Brycon coxeyi är en fiskart som beskrevs av Fowler, 1943. Brycon coxeyi ingår i släktet Brycon och familjen Characidae. Inga underarter finns listade.